# Млинки тема
Те́ма Мли́нки — тема в шаховій композиції. Суть теми — циклічне чергування захисних тактичних моментів у двох або більше фазах у грі щонайменше трьох чорних фігур при незмінних матуючих ходах білих фігур.

## Історія
Цю ідею запропонував у 1966 році словацький шаховий композитор Кароль Млинка (11.08.1944).
В задачі в першій фазі, це може бути ілюзорна гра або хибний слід, є як мінімум три варіанти захисту чорних із певними стратегічними захисними моментами, це може бути включення, виключення, прямий напад, зв'язування, тощо. У рішенні, при збереженні тих же самих матуючих ходів білих, змінюються по циклу тактичні захисти чорних фігур.
Ідея дістала назву — тема Млинки. Існує двофазне циклічне чергування і трифазне чергування з повним циклом.

## Двофазне чергування
Двофазне чергування проходить за алгоритмом: ABC — BCA.
|   | a | b | c | d | e | f | g | h |   |
| 8 | c8 білий ферзь · b7 біла тура · g7 чорний кінь · c6 чорний пішак · f6 чорна тура · c5 білий кінь · f5 чорний пішак · g5 білий слон · h5 чорний пішак · b4 чорний пішак · a3 чорна тура · b3 чорний кінь · f3 чорний король · g2 біла тура · h2 білий король · f1 білий кінь | c8 білий ферзь · b7 біла тура · g7 чорний кінь · c6 чорний пішак · f6 чорна тура · c5 білий кінь · f5 чорний пішак · g5 білий слон · h5 чорний пішак · b4 чорний пішак · a3 чорна тура · b3 чорний кінь · f3 чорний король · g2 біла тура · h2 білий король · f1 білий кінь | c8 білий ферзь · b7 біла тура · g7 чорний кінь · c6 чорний пішак · f6 чорна тура · c5 білий кінь · f5 чорний пішак · g5 білий слон · h5 чорний пішак · b4 чорний пішак · a3 чорна тура · b3 чорний кінь · f3 чорний король · g2 біла тура · h2 білий король · f1 білий кінь | c8 білий ферзь · b7 біла тура · g7 чорний кінь · c6 чорний пішак · f6 чорна тура · c5 білий кінь · f5 чорний пішак · g5 білий слон · h5 чорний пішак · b4 чорний пішак · a3 чорна тура · b3 чорний кінь · f3 чорний король · g2 біла тура · h2 білий король · f1 білий кінь | c8 білий ферзь · b7 біла тура · g7 чорний кінь · c6 чорний пішак · f6 чорна тура · c5 білий кінь · f5 чорний пішак · g5 білий слон · h5 чорний пішак · b4 чорний пішак · a3 чорна тура · b3 чорний кінь · f3 чорний король · g2 біла тура · h2 білий король · f1 білий кінь | c8 білий ферзь · b7 біла тура · g7 чорний кінь · c6 чорний пішак · f6 чорна тура · c5 білий кінь · f5 чорний пішак · g5 білий слон · h5 чорний пішак · b4 чорний пішак · a3 чорна тура · b3 чорний кінь · f3 чорний король · g2 біла тура · h2 білий король · f1 білий кінь | c8 білий ферзь · b7 біла тура · g7 чорний кінь · c6 чорний пішак · f6 чорна тура · c5 білий кінь · f5 чорний пішак · g5 білий слон · h5 чорний пішак · b4 чорний пішак · a3 чорна тура · b3 чорний кінь · f3 чорний король · g2 біла тура · h2 білий король · f1 білий кінь | c8 білий ферзь · b7 біла тура · g7 чорний кінь · c6 чорний пішак · f6 чорна тура · c5 білий кінь · f5 чорний пішак · g5 білий слон · h5 чорний пішак · b4 чорний пішак · a3 чорна тура · b3 чорний кінь · f3 чорний король · g2 біла тура · h2 білий король · f1 білий кінь | 8 |
| 7 | c8 білий ферзь · b7 біла тура · g7 чорний кінь · c6 чорний пішак · f6 чорна тура · c5 білий кінь · f5 чорний пішак · g5 білий слон · h5 чорний пішак · b4 чорний пішак · a3 чорна тура · b3 чорний кінь · f3 чорний король · g2 біла тура · h2 білий король · f1 білий кінь | c8 білий ферзь · b7 біла тура · g7 чорний кінь · c6 чорний пішак · f6 чорна тура · c5 білий кінь · f5 чорний пішак · g5 білий слон · h5 чорний пішак · b4 чорний пішак · a3 чорна тура · b3 чорний кінь · f3 чорний король · g2 біла тура · h2 білий король · f1 білий кінь | c8 білий ферзь · b7 біла тура · g7 чорний кінь · c6 чорний пішак · f6 чорна тура · c5 білий кінь · f5 чорний пішак · g5 білий слон · h5 чорний пішак · b4 чорний пішак · a3 чорна тура · b3 чорний кінь · f3 чорний король · g2 біла тура · h2 білий король · f1 білий кінь | c8 білий ферзь · b7 біла тура · g7 чорний кінь · c6 чорний пішак · f6 чорна тура · c5 білий кінь · f5 чорний пішак · g5 білий слон · h5 чорний пішак · b4 чорний пішак · a3 чорна тура · b3 чорний кінь · f3 чорний король · g2 біла тура · h2 білий король · f1 білий кінь | c8 білий ферзь · b7 біла тура · g7 чорний кінь · c6 чорний пішак · f6 чорна тура · c5 білий кінь · f5 чорний пішак · g5 білий слон · h5 чорний пішак · b4 чорний пішак · a3 чорна тура · b3 чорний кінь · f3 чорний король · g2 біла тура · h2 білий король · f1 білий кінь | c8 білий ферзь · b7 біла тура · g7 чорний кінь · c6 чорний пішак · f6 чорна тура · c5 білий кінь · f5 чорний пішак · g5 білий слон · h5 чорний пішак · b4 чорний пішак · a3 чорна тура · b3 чорний кінь · f3 чорний король · g2 біла тура · h2 білий король · f1 білий кінь | c8 білий ферзь · b7 біла тура · g7 чорний кінь · c6 чорний пішак · f6 чорна тура · c5 білий кінь · f5 чорний пішак · g5 білий слон · h5 чорний пішак · b4 чорний пішак · a3 чорна тура · b3 чорний кінь · f3 чорний король · g2 біла тура · h2 білий король · f1 білий кінь | c8 білий ферзь · b7 біла тура · g7 чорний кінь · c6 чорний пішак · f6 чорна тура · c5 білий кінь · f5 чорний пішак · g5 білий слон · h5 чорний пішак · b4 чорний пішак · a3 чорна тура · b3 чорний кінь · f3 чорний король · g2 біла тура · h2 білий король · f1 білий кінь | 7 |
| 6 | c8 білий ферзь · b7 біла тура · g7 чорний кінь · c6 чорний пішак · f6 чорна тура · c5 білий кінь · f5 чорний пішак · g5 білий слон · h5 чорний пішак · b4 чорний пішак · a3 чорна тура · b3 чорний кінь · f3 чорний король · g2 біла тура · h2 білий король · f1 білий кінь | c8 білий ферзь · b7 біла тура · g7 чорний кінь · c6 чорний пішак · f6 чорна тура · c5 білий кінь · f5 чорний пішак · g5 білий слон · h5 чорний пішак · b4 чорний пішак · a3 чорна тура · b3 чорний кінь · f3 чорний король · g2 біла тура · h2 білий король · f1 білий кінь | c8 білий ферзь · b7 біла тура · g7 чорний кінь · c6 чорний пішак · f6 чорна тура · c5 білий кінь · f5 чорний пішак · g5 білий слон · h5 чорний пішак · b4 чорний пішак · a3 чорна тура · b3 чорний кінь · f3 чорний король · g2 біла тура · h2 білий король · f1 білий кінь | c8 білий ферзь · b7 біла тура · g7 чорний кінь · c6 чорний пішак · f6 чорна тура · c5 білий кінь · f5 чорний пішак · g5 білий слон · h5 чорний пішак · b4 чорний пішак · a3 чорна тура · b3 чорний кінь · f3 чорний король · g2 біла тура · h2 білий король · f1 білий кінь | c8 білий ферзь · b7 біла тура · g7 чорний кінь · c6 чорний пішак · f6 чорна тура · c5 білий кінь · f5 чорний пішак · g5 білий слон · h5 чорний пішак · b4 чорний пішак · a3 чорна тура · b3 чорний кінь · f3 чорний король · g2 біла тура · h2 білий король · f1 білий кінь | c8 білий ферзь · b7 біла тура · g7 чорний кінь · c6 чорний пішак · f6 чорна тура · c5 білий кінь · f5 чорний пішак · g5 білий слон · h5 чорний пішак · b4 чорний пішак · a3 чорна тура · b3 чорний кінь · f3 чорний король · g2 біла тура · h2 білий король · f1 білий кінь | c8 білий ферзь · b7 біла тура · g7 чорний кінь · c6 чорний пішак · f6 чорна тура · c5 білий кінь · f5 чорний пішак · g5 білий слон · h5 чорний пішак · b4 чорний пішак · a3 чорна тура · b3 чорний кінь · f3 чорний король · g2 біла тура · h2 білий король · f1 білий кінь | c8 білий ферзь · b7 біла тура · g7 чорний кінь · c6 чорний пішак · f6 чорна тура · c5 білий кінь · f5 чорний пішак · g5 білий слон · h5 чорний пішак · b4 чорний пішак · a3 чорна тура · b3 чорний кінь · f3 чорний король · g2 біла тура · h2 білий король · f1 білий кінь | 6 |
| 5 | c8 білий ферзь · b7 біла тура · g7 чорний кінь · c6 чорний пішак · f6 чорна тура · c5 білий кінь · f5 чорний пішак · g5 білий слон · h5 чорний пішак · b4 чорний пішак · a3 чорна тура · b3 чорний кінь · f3 чорний король · g2 біла тура · h2 білий король · f1 білий кінь | c8 білий ферзь · b7 біла тура · g7 чорний кінь · c6 чорний пішак · f6 чорна тура · c5 білий кінь · f5 чорний пішак · g5 білий слон · h5 чорний пішак · b4 чорний пішак · a3 чорна тура · b3 чорний кінь · f3 чорний король · g2 біла тура · h2 білий король · f1 білий кінь | c8 білий ферзь · b7 біла тура · g7 чорний кінь · c6 чорний пішак · f6 чорна тура · c5 білий кінь · f5 чорний пішак · g5 білий слон · h5 чорний пішак · b4 чорний пішак · a3 чорна тура · b3 чорний кінь · f3 чорний король · g2 біла тура · h2 білий король · f1 білий кінь | c8 білий ферзь · b7 біла тура · g7 чорний кінь · c6 чорний пішак · f6 чорна тура · c5 білий кінь · f5 чорний пішак · g5 білий слон · h5 чорний пішак · b4 чорний пішак · a3 чорна тура · b3 чорний кінь · f3 чорний король · g2 біла тура · h2 білий король · f1 білий кінь | c8 білий ферзь · b7 біла тура · g7 чорний кінь · c6 чорний пішак · f6 чорна тура · c5 білий кінь · f5 чорний пішак · g5 білий слон · h5 чорний пішак · b4 чорний пішак · a3 чорна тура · b3 чорний кінь · f3 чорний король · g2 біла тура · h2 білий король · f1 білий кінь | c8 білий ферзь · b7 біла тура · g7 чорний кінь · c6 чорний пішак · f6 чорна тура · c5 білий кінь · f5 чорний пішак · g5 білий слон · h5 чорний пішак · b4 чорний пішак · a3 чорна тура · b3 чорний кінь · f3 чорний король · g2 біла тура · h2 білий король · f1 білий кінь | c8 білий ферзь · b7 біла тура · g7 чорний кінь · c6 чорний пішак · f6 чорна тура · c5 білий кінь · f5 чорний пішак · g5 білий слон · h5 чорний пішак · b4 чорний пішак · a3 чорна тура · b3 чорний кінь · f3 чорний король · g2 біла тура · h2 білий король · f1 білий кінь | c8 білий ферзь · b7 біла тура · g7 чорний кінь · c6 чорний пішак · f6 чорна тура · c5 білий кінь · f5 чорний пішак · g5 білий слон · h5 чорний пішак · b4 чорний пішак · a3 чорна тура · b3 чорний кінь · f3 чорний король · g2 біла тура · h2 білий король · f1 білий кінь | 5 |
| 4 | c8 білий ферзь · b7 біла тура · g7 чорний кінь · c6 чорний пішак · f6 чорна тура · c5 білий кінь · f5 чорний пішак · g5 білий слон · h5 чорний пішак · b4 чорний пішак · a3 чорна тура · b3 чорний кінь · f3 чорний король · g2 біла тура · h2 білий король · f1 білий кінь | c8 білий ферзь · b7 біла тура · g7 чорний кінь · c6 чорний пішак · f6 чорна тура · c5 білий кінь · f5 чорний пішак · g5 білий слон · h5 чорний пішак · b4 чорний пішак · a3 чорна тура · b3 чорний кінь · f3 чорний король · g2 біла тура · h2 білий король · f1 білий кінь | c8 білий ферзь · b7 біла тура · g7 чорний кінь · c6 чорний пішак · f6 чорна тура · c5 білий кінь · f5 чорний пішак · g5 білий слон · h5 чорний пішак · b4 чорний пішак · a3 чорна тура · b3 чорний кінь · f3 чорний король · g2 біла тура · h2 білий король · f1 білий кінь | c8 білий ферзь · b7 біла тура · g7 чорний кінь · c6 чорний пішак · f6 чорна тура · c5 білий кінь · f5 чорний пішак · g5 білий слон · h5 чорний пішак · b4 чорний пішак · a3 чорна тура · b3 чорний кінь · f3 чорний король · g2 біла тура · h2 білий король · f1 білий кінь | c8 білий ферзь · b7 біла тура · g7 чорний кінь · c6 чорний пішак · f6 чорна тура · c5 білий кінь · f5 чорний пішак · g5 білий слон · h5 чорний пішак · b4 чорний пішак · a3 чорна тура · b3 чорний кінь · f3 чорний король · g2 біла тура · h2 білий король · f1 білий кінь | c8 білий ферзь · b7 біла тура · g7 чорний кінь · c6 чорний пішак · f6 чорна тура · c5 білий кінь · f5 чорний пішак · g5 білий слон · h5 чорний пішак · b4 чорний пішак · a3 чорна тура · b3 чорний кінь · f3 чорний король · g2 біла тура · h2 білий король · f1 білий кінь | c8 білий ферзь · b7 біла тура · g7 чорний кінь · c6 чорний пішак · f6 чорна тура · c5 білий кінь · f5 чорний пішак · g5 білий слон · h5 чорний пішак · b4 чорний пішак · a3 чорна тура · b3 чорний кінь · f3 чорний король · g2 біла тура · h2 білий король · f1 білий кінь | c8 білий ферзь · b7 біла тура · g7 чорний кінь · c6 чорний пішак · f6 чорна тура · c5 білий кінь · f5 чорний пішак · g5 білий слон · h5 чорний пішак · b4 чорний пішак · a3 чорна тура · b3 чорний кінь · f3 чорний король · g2 біла тура · h2 білий король · f1 білий кінь | 4 |
| 3 | c8 білий ферзь · b7 біла тура · g7 чорний кінь · c6 чорний пішак · f6 чорна тура · c5 білий кінь · f5 чорний пішак · g5 білий слон · h5 чорний пішак · b4 чорний пішак · a3 чорна тура · b3 чорний кінь · f3 чорний король · g2 біла тура · h2 білий король · f1 білий кінь | c8 білий ферзь · b7 біла тура · g7 чорний кінь · c6 чорний пішак · f6 чорна тура · c5 білий кінь · f5 чорний пішак · g5 білий слон · h5 чорний пішак · b4 чорний пішак · a3 чорна тура · b3 чорний кінь · f3 чорний король · g2 біла тура · h2 білий король · f1 білий кінь | c8 білий ферзь · b7 біла тура · g7 чорний кінь · c6 чорний пішак · f6 чорна тура · c5 білий кінь · f5 чорний пішак · g5 білий слон · h5 чорний пішак · b4 чорний пішак · a3 чорна тура · b3 чорний кінь · f3 чорний король · g2 біла тура · h2 білий король · f1 білий кінь | c8 білий ферзь · b7 біла тура · g7 чорний кінь · c6 чорний пішак · f6 чорна тура · c5 білий кінь · f5 чорний пішак · g5 білий слон · h5 чорний пішак · b4 чорний пішак · a3 чорна тура · b3 чорний кінь · f3 чорний король · g2 біла тура · h2 білий король · f1 білий кінь | c8 білий ферзь · b7 біла тура · g7 чорний кінь · c6 чорний пішак · f6 чорна тура · c5 білий кінь · f5 чорний пішак · g5 білий слон · h5 чорний пішак · b4 чорний пішак · a3 чорна тура · b3 чорний кінь · f3 чорний король · g2 біла тура · h2 білий король · f1 білий кінь | c8 білий ферзь · b7 біла тура · g7 чорний кінь · c6 чорний пішак · f6 чорна тура · c5 білий кінь · f5 чорний пішак · g5 білий слон · h5 чорний пішак · b4 чорний пішак · a3 чорна тура · b3 чорний кінь · f3 чорний король · g2 біла тура · h2 білий король · f1 білий кінь | c8 білий ферзь · b7 біла тура · g7 чорний кінь · c6 чорний пішак · f6 чорна тура · c5 білий кінь · f5 чорний пішак · g5 білий слон · h5 чорний пішак · b4 чорний пішак · a3 чорна тура · b3 чорний кінь · f3 чорний король · g2 біла тура · h2 білий король · f1 білий кінь | c8 білий ферзь · b7 біла тура · g7 чорний кінь · c6 чорний пішак · f6 чорна тура · c5 білий кінь · f5 чорний пішак · g5 білий слон · h5 чорний пішак · b4 чорний пішак · a3 чорна тура · b3 чорний кінь · f3 чорний король · g2 біла тура · h2 білий король · f1 білий кінь | 3 |
| 2 | c8 білий ферзь · b7 біла тура · g7 чорний кінь · c6 чорний пішак · f6 чорна тура · c5 білий кінь · f5 чорний пішак · g5 білий слон · h5 чорний пішак · b4 чорний пішак · a3 чорна тура · b3 чорний кінь · f3 чорний король · g2 біла тура · h2 білий король · f1 білий кінь | c8 білий ферзь · b7 біла тура · g7 чорний кінь · c6 чорний пішак · f6 чорна тура · c5 білий кінь · f5 чорний пішак · g5 білий слон · h5 чорний пішак · b4 чорний пішак · a3 чорна тура · b3 чорний кінь · f3 чорний король · g2 біла тура · h2 білий король · f1 білий кінь | c8 білий ферзь · b7 біла тура · g7 чорний кінь · c6 чорний пішак · f6 чорна тура · c5 білий кінь · f5 чорний пішак · g5 білий слон · h5 чорний пішак · b4 чорний пішак · a3 чорна тура · b3 чорний кінь · f3 чорний король · g2 біла тура · h2 білий король · f1 білий кінь | c8 білий ферзь · b7 біла тура · g7 чорний кінь · c6 чорний пішак · f6 чорна тура · c5 білий кінь · f5 чорний пішак · g5 білий слон · h5 чорний пішак · b4 чорний пішак · a3 чорна тура · b3 чорний кінь · f3 чорний король · g2 біла тура · h2 білий король · f1 білий кінь | c8 білий ферзь · b7 біла тура · g7 чорний кінь · c6 чорний пішак · f6 чорна тура · c5 білий кінь · f5 чорний пішак · g5 білий слон · h5 чорний пішак · b4 чорний пішак · a3 чорна тура · b3 чорний кінь · f3 чорний король · g2 біла тура · h2 білий король · f1 білий кінь | c8 білий ферзь · b7 біла тура · g7 чорний кінь · c6 чорний пішак · f6 чорна тура · c5 білий кінь · f5 чорний пішак · g5 білий слон · h5 чорний пішак · b4 чорний пішак · a3 чорна тура · b3 чорний кінь · f3 чорний король · g2 біла тура · h2 білий король · f1 білий кінь | c8 білий ферзь · b7 біла тура · g7 чорний кінь · c6 чорний пішак · f6 чорна тура · c5 білий кінь · f5 чорний пішак · g5 білий слон · h5 чорний пішак · b4 чорний пішак · a3 чорна тура · b3 чорний кінь · f3 чорний король · g2 біла тура · h2 білий король · f1 білий кінь | c8 білий ферзь · b7 біла тура · g7 чорний кінь · c6 чорний пішак · f6 чорна тура · c5 білий кінь · f5 чорний пішак · g5 білий слон · h5 чорний пішак · b4 чорний пішак · a3 чорна тура · b3 чорний кінь · f3 чорний король · g2 біла тура · h2 білий король · f1 білий кінь | 2 |
| 1 | c8 білий ферзь · b7 біла тура · g7 чорний кінь · c6 чорний пішак · f6 чорна тура · c5 білий кінь · f5 чорний пішак · g5 білий слон · h5 чорний пішак · b4 чорний пішак · a3 чорна тура · b3 чорний кінь · f3 чорний король · g2 біла тура · h2 білий король · f1 білий кінь | c8 білий ферзь · b7 біла тура · g7 чорний кінь · c6 чорний пішак · f6 чорна тура · c5 білий кінь · f5 чорний пішак · g5 білий слон · h5 чорний пішак · b4 чорний пішак · a3 чорна тура · b3 чорний кінь · f3 чорний король · g2 біла тура · h2 білий король · f1 білий кінь | c8 білий ферзь · b7 біла тура · g7 чорний кінь · c6 чорний пішак · f6 чорна тура · c5 білий кінь · f5 чорний пішак · g5 білий слон · h5 чорний пішак · b4 чорний пішак · a3 чорна тура · b3 чорний кінь · f3 чорний король · g2 біла тура · h2 білий король · f1 білий кінь | c8 білий ферзь · b7 біла тура · g7 чорний кінь · c6 чорний пішак · f6 чорна тура · c5 білий кінь · f5 чорний пішак · g5 білий слон · h5 чорний пішак · b4 чорний пішак · a3 чорна тура · b3 чорний кінь · f3 чорний король · g2 біла тура · h2 білий король · f1 білий кінь | c8 білий ферзь · b7 біла тура · g7 чорний кінь · c6 чорний пішак · f6 чорна тура · c5 білий кінь · f5 чорний пішак · g5 білий слон · h5 чорний пішак · b4 чорний пішак · a3 чорна тура · b3 чорний кінь · f3 чорний король · g2 біла тура · h2 білий король · f1 білий кінь | c8 білий ферзь · b7 біла тура · g7 чорний кінь · c6 чорний пішак · f6 чорна тура · c5 білий кінь · f5 чорний пішак · g5 білий слон · h5 чорний пішак · b4 чорний пішак · a3 чорна тура · b3 чорний кінь · f3 чорний король · g2 біла тура · h2 білий король · f1 білий кінь | c8 білий ферзь · b7 біла тура · g7 чорний кінь · c6 чорний пішак · f6 чорна тура · c5 білий кінь · f5 чорний пішак · g5 білий слон · h5 чорний пішак · b4 чорний пішак · a3 чорна тура · b3 чорний кінь · f3 чорний король · g2 біла тура · h2 білий король · f1 білий кінь | c8 білий ферзь · b7 біла тура · g7 чорний кінь · c6 чорний пішак · f6 чорна тура · c5 білий кінь · f5 чорний пішак · g5 білий слон · h5 чорний пішак · b4 чорний пішак · a3 чорна тура · b3 чорний кінь · f3 чорний король · g2 біла тура · h2 білий король · f1 білий кінь | 1 |
|   | a | b | c | d | e | f | g | h |   |

1. Te7? ~ 2. Te3#
1. ... Sd4 (включення чорної)         2. Sd2#
1. ... Se6 (виключення білої)          2. D:c6#
1. ... f4    (напад на поле загрози) 2. Dh3#
1. T:b4 ~ 2. Tf4#
1. ... Sd4 (виключення білої)          2. Sd2#
1. ... Se6 (напад на поле загрози) 2. D:c6#
1. ... f4     (включення чорної)         2. Dh3#

## Трифазне чергування
Трифазне чергування з повним циклом проходить за алгоритмом: ABC — BCA — CAB.